# Dario Scardapane
Dario Scardapane (Seattle, 20 maggio 1966) è uno sceneggiatore e produttore televisivo statunitense.
È noto principalmente per aver creato le serie televisive Trauma e scritto vari episodi della serie  The Punisher. 
Nel 2023 viene scelto dai Marvel Studios come showrunner di Daredevil - Rinascita (Daredevil: Born Again)

## Filmografia

### Sceneggiatore

#### Lungometraggi
- Posse - La leggenda di Jessie Lee (Posse), regia di Mario Van Peebles (1993)
- Memory, regia di Martin Campbell (2022)

#### Serie televisive
- Trauma – serie TV, episodi 1x01, 1x02, 1x13 e 1x17 (2009-2010)
- Chase – serie TV, 1 episodio (2010)
- Dominion – serie TV, episodio 1x03 (2014)
- The Bridge – serie TV, episodi 1x06, 1x11, 1x13, 2x03 e 2x08 (2013-2014)
- State of Affairs – serie TV, 1 episodio (2014-2015)
- The Punisher – serie TV, episodi 1x04, 1x10, 2x05 e 2x12 (2017-2019)
- Jack Ryan – serie TV, episodi 3x04 e 3x07 (2022)
- Daredevil - Rinascita (Daredevil: Born Again) - serie TV, episodi 1x01, 1x08 e  1x09 (2025-in corso)

### Produttore esecutivo

#### Serie televisive
- Trauma – serie TV, 19 episodi (2009-2010)
- Chase – serie TV, 5 episodi (2010-2011)
- The Bridge – serie TV, 25 episodi (2013-2014)
- State of Affairs – serie TV, 10 episodi (2014-2015)
- The Punisher – serie TV, 24 episodi (2017-2019)
- Jack Ryan – serie TV, 14 episodi (2022-2023)
- Daredevil - Rinascita (Daredevil: Born Again) - serie TV (2025-in corso)

### Attore (ruoli minori)

#### Lungometraggi
- Posse - La leggenda di Jessie Lee (Posse), regia di Mario Van Peebles (1993)
- Panther, regia di Mario Van Peebles (1995)